# Ábrahámhegy
Ábrahámhegy (hongrois : Ábrahámhegy [ˈaːbrɒhaːmhɛɟ]) est une localité hongroise située dans le comitat de Veszprém. Jusqu'à la réorganisation administrative de 1950, Ábrahámhegy appartenait au comitat de Zala.

## Histoire
Ábrahámhegy est l'une des stations balnéaires les plus prisées du lac Balaton. Son attrait réside notamment dans sa situation géographique : ses collines en demi-cercle la protègent des vents dominants à l'ouest et au nord, et son implantation dans une vallée lui confère un climat plus doux que celui des environs.
Des découvertes archéologiques attestent que la région était déjà appréciée à l’époque romaine. La première mention écrite de la localité remonte à 1082, sous le nom d'Ábrahám. Sous le règne d'André II, elle appartenait à des serviteurs royaux.
Le développement du village a été marqué par l’inauguration de la ligne ferroviaire Székesfehérvár–Tapolca en 1909 et l’ouverture de la halte ferroviaire d'Ábrahámhegy en 1925. Son cadre naturel pittoresque, entouré de collines, a rapidement attiré des estivants en quête de calme et de sérénité. Des résidences de villégiature ont vu le jour, et la popularité du village n’a cessé de croître. 
En 1925, la Coopérative des Bains et de la Culture a été fondée, facilitant dès 1927 la construction de l’entrée de la plage et de cabines, qui ont existé jusqu’à la fin des années 1970. En 1934, l’Association des Bains a poursuivi l’aménagement et l’embellissement du rivage.
Le village dispose également d’une bibliothèque municipale installée dans le bâtiment de l’école maternelle.

## Population

### Minorités culturelles et religieuses
Lors du recensement de 2011, la population d'Ábrahámhegy se déclarait à 96,7 % hongroise, 2,2 % allemande et 0,2 % slovaque (3,1 % n'ayant pas répondu). La répartition religieuse était la suivante : 72,5 % catholiques romains, 2,6 % réformés, 1,3 % évangéliques et 4,1 % sans affiliation religieuse (18,3 % n’ayant pas déclaré leur appartenance).
En 2022, 86,9 % des habitants s’identifiaient comme hongrois, 3,8 % comme allemands, 1,3 % comme ukrainiens, 0,4 % comme slovaques et 1,4 % comme roms. D'autres minorités représentaient chacune 0,2 % de la population (arméniens, croates, polonais et roumains), tandis que 1,5 % s’identifiaient à une autre nationalité non hongroise (11,8 % n’ayant pas répondu). Sur le plan religieux, 45,95 % se déclaraient catholiques romains, 2,9 % évangéliques, 2,7 % réformés, 0,2 % catholiques grecs, 0,2 % orthodoxes et 8 % sans religion (38,7 % n’ayant pas répondu).

## Équipements

### Réseaux extra-urbains
Ábrahámhegy est située sur la rive nord du lac Balaton, à l'est du Badacsony et à 5 kilomètres à l'ouest de Révfülöp, le long de la route principale 71. Au nord, elle est voisine de Salföld, accessible depuis le centre d'Ábrahámhegy par la route 7346.
En plus de son accès routier facile, la localité est desservie par la ligne ferroviaire Székesfehérvár–Tapolca. L'arrêt d'Ábrahámhegy se situe juste en face de la jonction entre la route 7346 et la route 71.
La commune dispose d’un littoral de 2,8 kilomètres sur le Balaton, d’un territoire administratif de 7 km² et d'une surface d’eau de 5 km².

## Patrimoine urbain
Parmi les sites remarquables d'Ábrahámhegy et de ses environs figurent le belvédère du Bökk-hegy, les ruines du monastère paulien de Salföld, ainsi qu’un moulin à eau datant du XVIIIe siècle. La région conserve également les vestiges d’une église romane du XIIIe siècle à Kisörspuszta. La chapelle locale et l’église Saint-László témoignent du patrimoine religieux du village. Le Centre culturel d’Ábrahámhegy accueille par ailleurs une exposition consacrée à Titusz Csörgey.